# Spoorlijn 118
Spoorlijn 118 is een Belgische spoorlijn die La Louvière met Bergen verbindt. De spoorlijn is 19,0 km lang, volledig dubbelsporig en geëlektrificeerd.

## Geschiedenis
Het eerste gedeelte van de lijn tussen La Louvière Centrum en Bracquegnies werd geopend op 20 januari 1848, gevolgd door het gedeelte Bracquegnies - Nimy op 1 juni 1849. Het laatste gedeelte tussen Nimy en Bergen werd geopend op 20 oktober 1849. Sinds 2017 behoort het gedeelte tussen La Louvière en Y La Paix administratief tot lijn 116 en loopt lijn 118 van Y Saint-Vaast tot Bergen.

## Treindiensten
De NMBS verzorgt het personenvervoer met IC, L-, Piekuur- en ICT-treinen.
| Serie       | Treinsoort            | Route | Bijzonderheden                                             |
| ----------- | --------------------- | --- | ---------------------------------------------------------- |
| IC 19       | Intercity (NMBS)      | Kortrijk – Moeskroen – Herzeeuw – Froyennes – /Doornik – Bergen – Charleroi-Centraal – Namen                                                 | Eerst en laatste ritten van/naar Kortrijk.                 |
| IC 25       | Intercity (NMBS)      | Moeskroen – Doornik – Bergen – Charleroi-Centraal – Namen – Luik-Guillemins – Herstal – Liers                                                | Rijdt in het weekend tussen Moeskroen en Liers.            |
| L 4450      | L-trein (NMBS)        | La Louvière-Zuid – Bergen | Rijdt in het weekend 1×/2 uur en stopt dan niet in Obourg. |
| P 7770/8770 | Piekuurtrein (NMBS)   | [ Manage – [ Luttre ] / [ Bergen – Quévy ] / [ 's-Gravenbrakel ] ] / [ La Louvière-Zuid – [ Bergen ] / [ Luttre ] / [ Charleroi-Centraal ] ] | Rijdt alleen op werkdagen.                                 |
| ICT 6700    | Toeristentrein (NMBS) | Charleroi-Centraal – Bergen – Doornik – Moeskroen – Brugge – Blankenberge                                                                    | Rijdt in juli en augustus.                                 |

## Aansluitingen
In de volgende plaatsen is of was er een aansluiting op de volgende spoorlijnen:
Y Saint-Vaast
Spoorlijn 112 tussen Marchienne-Pont en La Louvière-Centrum
Y La Paix
Spoorlijn 116 tussen Manage en Y La Paix
Bergen
Spoorlijn 96 tussen Brussel-Zuid en Quévy
Spoorlijn 97 tussen Bergen en Quiévrain
Spoorlijn 98 tussen Bergen en Quiévrain

## Verbindingsspoor
118/1 : Y Saint-Vaast (lijn 112) - Y La Paix (lijn 118), sinds 2017 behoort dit gedeelte tot lijn 118.